# Jutta af Sachsen (dansk dronning)
Jutta af Sachsen (født omkring 1223, død 1267) var en dansk dronning, gift med Erik Plovpenning i 1239. Hun var datter af hertiug Albrecht 1. af Sachsen og Agnes af Østrig.
Jutta giftede sig den 9. oktober (alternativt 17. november) 1239 med daværende danske medkonge og tronarving Erik Valdemarssøn. Da Juttas svigefar kong Valdemar Sejr var enkemand, siden hans anden dronnings død i 1221 så blev Jutta enedronning i Danmark ved sit giftermål. Hendes mand Erik Plovpenning blev først selv enekonge af Danmark ved Valdemar Sejrs død to år senere i 1241.
Jutta er kendt for sin konflikt med munkene i Øm kloster, fra hvem hun konfiskerede deres korn for sine egne ejendomme. Hun underskrev også ægtefællens ønske om at blive begravet klædt som en munk.
Efter sin ægtefælles død blev Jutta gift igen med grev Burchard 7. af Querfurt-Rosenburg (i Magdeburg).

## Børn
1. Sofia Eriksdatter af Danmark, gift med Valdemar Birgersson af Sverige.
2. Jutta af Danmark
3. Agnes af Danmark
4. Ingeborg af Danmark, norsk dronning, gift med Magnus Lagabøter.